# Stadhuis van Oudenaarde

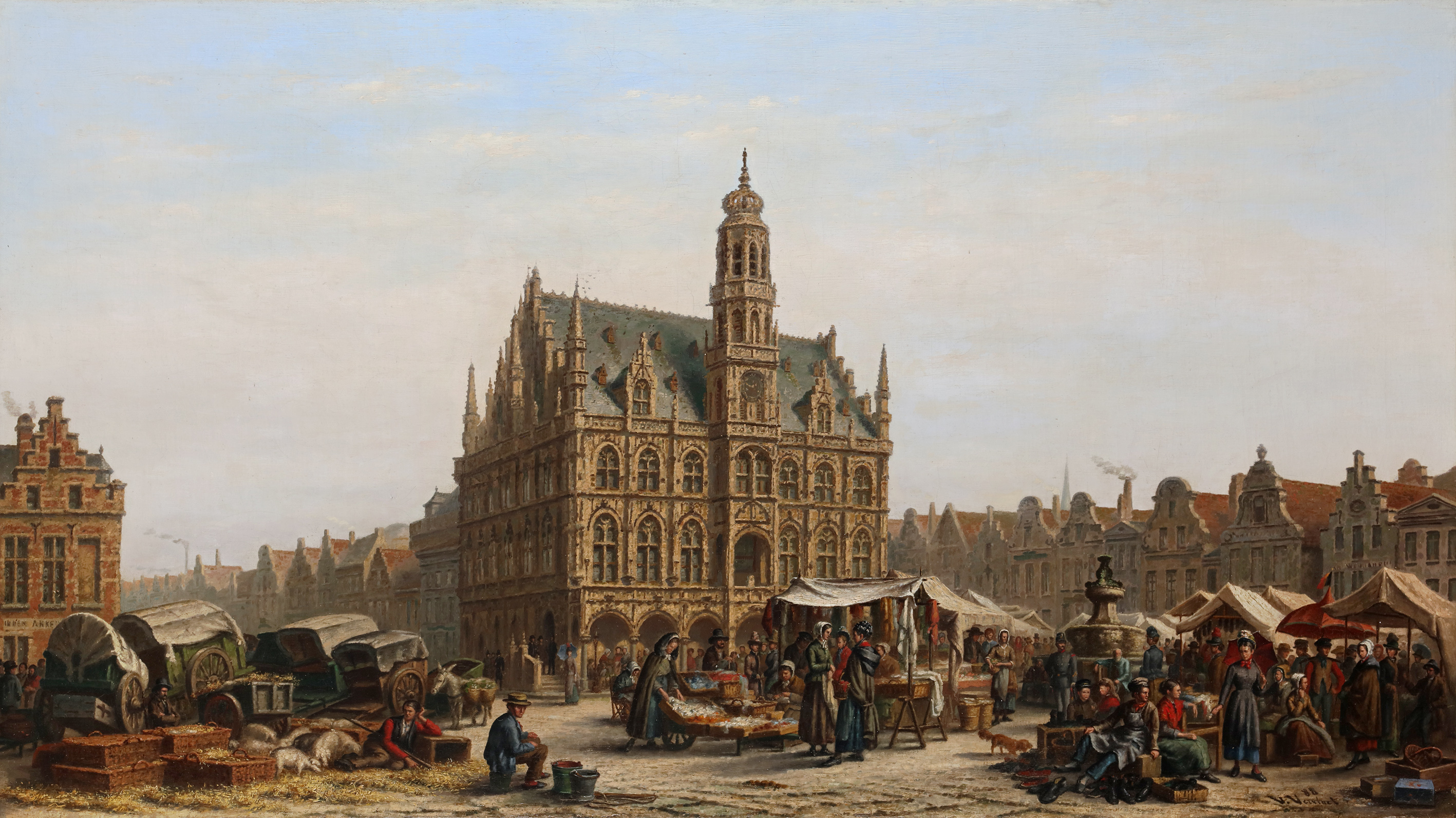
Het Stadhuis van Oudenaarde door Victor Vervloet

Het stadhuis van de Belgische stad Oudenaarde staat bekend als een schoolvoorbeeld van Brabantse laatgotiek. Het is opgetrokken op de plaats van het oude schepenhuis, waaraan de nu nog bestaande veertiende-eeuwse lakenhalle verbonden was.
In 1525 was het oude schepenhuis in verval en de kans was groot dat het zou instorten. Noodgedwongen maar ook verlangend naar een nieuw, mooier en meer aangepast gebouw, ging het stadsbestuur op zoek naar een bouwmeester. Uiteindelijk viel de keuze op Hendrik van Pede uit Brussel, die het monumentale Oudenaardse stadhuis in tien jaar tijd optrok (1526-1536).

## Bouw
Het oorspronkelijke plan van Hendrik van Pede werd niet volledig verwezenlijkt. De U-vormige aanleg die voorzien was, werd vervangen door een L-vormige. De rechterzijgevel, aan de Nederstraat, werd niet voltooid. Deze gevel, bestaande uit twee bouwlagen met bovenaan een weergang opgetrokken in Doornikse kalksteen, bevat zichtbaar delen uit het oude schepenhuis. De twee aangebouwde traveeën uiterst rechts (een torenachtige constructie) met getralied venster, dateren uit 1509-1510. De getraliede ruimte was het secreet of de archiefkamer. Het gelijkvloers fungeerde naar alle waarschijnlijkheid als opslagruimte, terwijl de eerste verdieping door het stadsbestuur werd gebruikt.
We weten dat het oude schepenhuis een belfort had, dat de voorgevel naar de Hoogstraat gericht was en dat het aan de zijde van de Markt door verschillende huizen was omgeven. De hierbij aansluitende lakenhalle in blauwsteen, heeft twee verdiepingen. Het gelijkvloers diende oorspronkelijk als stapelplaats voor het stedelijk brandweermateriaal en wapens, en de eerste verdieping als uitstal- en verkoopruimte. Bij het bouwen van het stadhuis werd gebruikgemaakt van verschillende materialen: baksteen (skelet), Balegemse zandsteen (gevel), kalkzandsteen van Écaussinnes (maaswerk van de vensters, kolommen van de arcadegalerij, de cale, de keuken en het korenhuis), Avesnessteen (fijn beeldhouwwerk), hout uit de streek van Bergen, ijzer uit Spanje, en lood en bladgoud (6500 bladen) uit Antwerpen.

## Belforttoren
Op de spits van het stadhuis staat de keizerskroon en een bronzen beeld van de plaatselijke volksheld Hanske de Krijger. Volgens de legende stond stadswachter Hanske op de uitkijk voor de komst van keizer Karel V. Maar omdat hij in slaap viel, stond de keizer voor gesloten poorten. Hij zou hierop de mensen van Oudenaarde de raad gegeven hebben om voor hun stadswachter een bril te kopen. Deze bril staat vandaag nog op het wapenschild van de stad.
Het Oudenaardse belfort werd op 1 december 1999 door de UNESCO tot werelderfgoed erkend (als onderdeel van de groepsinschrijving Belforten in België en Frankrijk).
Bij recente restauratie zijn de sculpturen op de torens vervangen door replica’s in een Noord-Franse steen, die beter bestand zouden zijn tegen luchtvervuiling.  

## Museum
Binnenin het gebouw is tegenwoordig het MOU Museum ondergebracht (Museum Oudenaarde en Vlaamse Ardennen), waar wandtapijten en zilverwerk worden tentoongesteld.

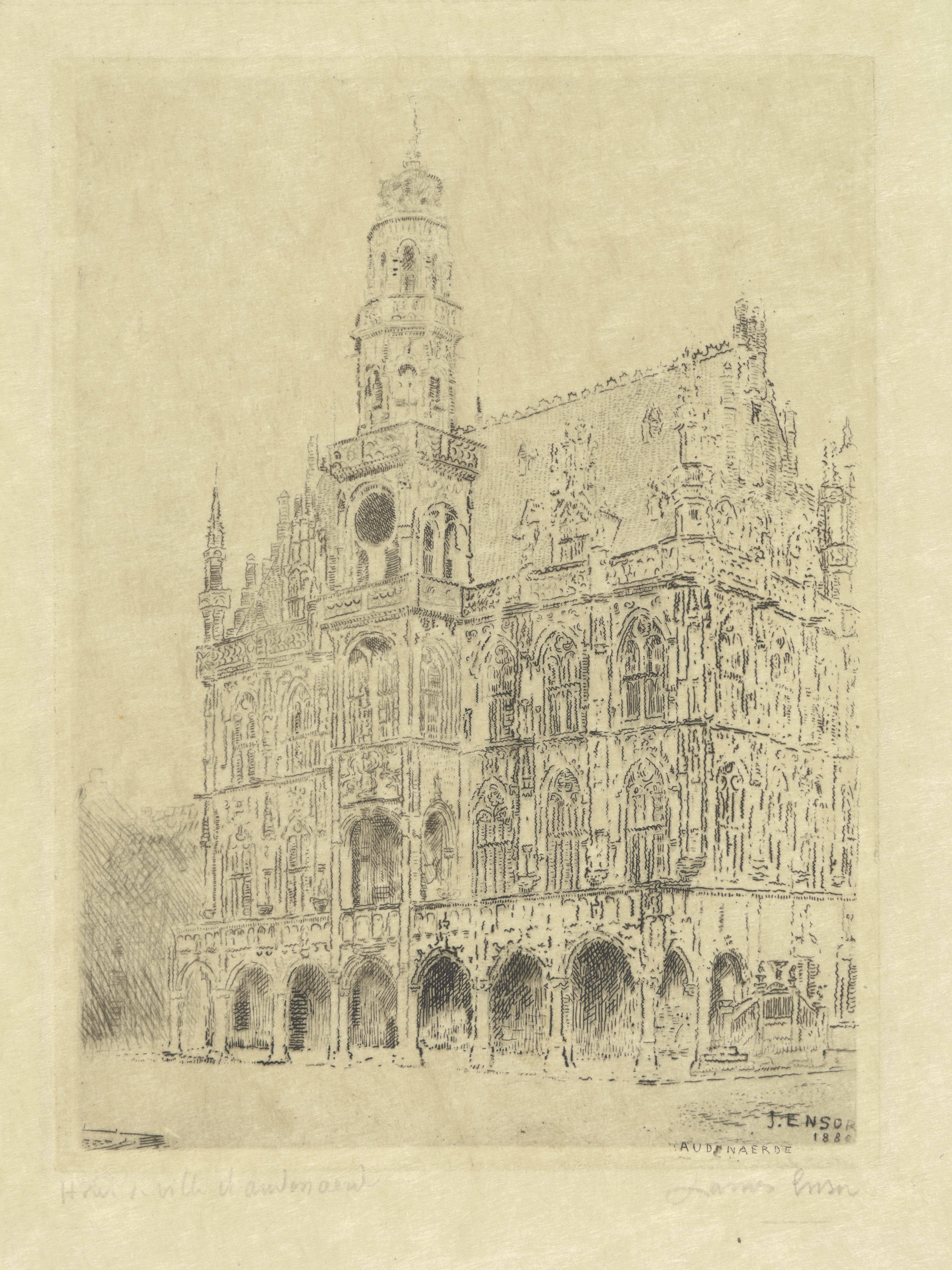
Stadhuis van Oudenaarde (1888) door James Ensor

### Wandtapijten
Oudenaarde was een belangrijk wandtapijtenproductiecentrum. In het museum van het stadhuis hangt een collectie Oudenaardse wandtapijten of verdures. De totale verzameling telt momenteel 23 wandtapijten. Dertien daarvan worden permanent tentoongesteld in de bovenlakenhalle van het stadhuis.

### Zilverwerk
Oudenaarde was een belangrijk edelsmeedcentrum tussen de 15e en de 18e eeuw. In het museum van het stadhuis staat een prachtige collectie Oudenaards zilver van Ernest De Boever-Alligoridès, aangevuld met andere topstukken Europees zilver.

## Zalen

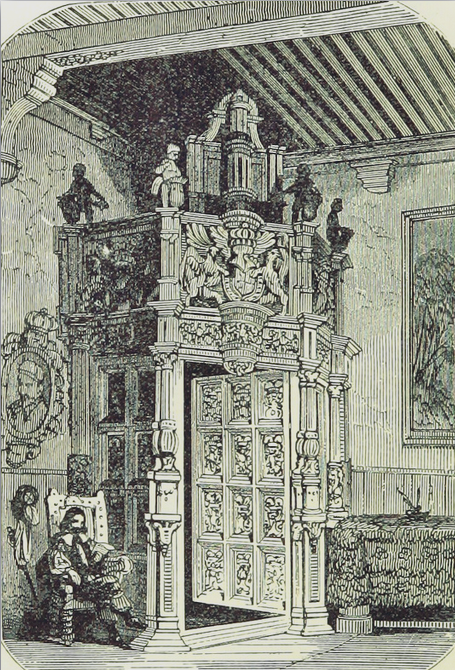
Portaal door Pauwel van der Schelden in de Schepenzaal

De belangrijkste zalen van het stadhuis zijn de Volkszaal, de Schepenzaal, de Oppervoogdenkamer, de Zilverkamer en daarnaast nog de Lakenhalle en het museum. De Volkszaal heeft als belangrijkste aandachtstrekkers de schoorsteenmantel en de zoldering. De functie van deze ruimte was het handeldrijven van de bevolking. De zaal werd ook nog voor andere activiteiten gebruikt.
In de Schepenzaal hangen een aantal schilderijen van bekende bezoekers van de stad Oudenaarde, waaronder bijvoorbeeld Margaretha van Parma. Nu doet deze zaal dienst als trouwzaal.

## Lakenhalle
Tegen het stadhuis bevindt zich de Lakenhalle. Deze dateert uit de 14e eeuw en werd in de 17e eeuw gewijzigd. De lakenwevers konden in deze hal hun producten opslaan, bovendien werden ze er ook gekeurd.

## Trivia
- Het Belgische paviljoen op de Exposition universelle van 1900 in Parijs was een replica van het Oudenaardse stadhuis. De structuur in gewapend beton was geleverd door François Hennebique en zorgde mee voor de consecratie van deze bouwmethode.